# 真野恵里菜ファーストコンサートツアー「Introduction 〜はじめての感動〜」
『真野恵里菜ファーストコンサートツアー「Introduction 〜はじめての感動〜」』は、2009年9月に開催された真野恵里菜のコンサート。

## 出演者
- 真野恵里菜
- スマイレージ

和田彩花、前田憂佳、福田花音、小川紗季
- 加藤紀子
- 関根梓
- 古峰桃香

## 日程
- 2009年9月13日 東京厚生年金会館
- 9月21日 イオン化粧品シアターBRAVA!
- 9月22日 Zepp Nagoya

## DVD
『真野恵里菜ファーストコンサートツアー「Introduction 〜はじめての感動〜」』（2009年12月22日、hachama）
1. OPENING
2. マノピアノ
3. MC1
4. ジャスミンティー
5. ラララ-ソソソ
6. MC2
7. 世界は サマー・パーティ（真野with関根・古峰・スマイレージ）
8. MC3
9. 朗読劇「パーペチュアルデイズ」
10. ぁまのじゃく（スマイレージ）
11. MC4
12. 水色想い
13. この胸のときめきを
14. MC5
15. ロックン・オムレツ（真野with関根・古峰・スマイレージ）
16. MC6
17. ハッピーバースデイ・ママ（真野with関根・古峰・スマイレージ）
18. はじめての経験（真野with関根・古峰・スマイレージ）
19. ラッキーオーラ（真野with関根・古峰・スマイレージ）
20. MC7
21. 乙女の祈り
22. MC8
23. まつげの先に君がいる（真野with関根・古峰・スマイレージ）

特典映像
1. リハーサル風景・ゲネプロ
2. バックステージ映像